# Hege Holen
Hege Holen (1975) è un'ex sciatrice alpina norvegese.

## Biografia
Specialista delle prove veloci, la Holen in Coppa del Mondo esordì il 4 dicembre 1993 a Tignes in discesa libera (49ª), ottenne il miglior piazzamento il 10 dicembre 1994 a Lake Louise nella medesima specialità (42ª) e prese per l'ultima volta il via il 17 febbraio 1995 a Åre ancora in discesa libera (47ª). Si ritirò al termine della stagione 1996-1997 e la sua ultima gara fu il supergigante dei Campionati norvegesi 1997, disputato il 13 aprile a Hemsedal e chiuso dalla Holen al 14º posto; non prese parte a rassegne olimpiche o iridate.

## Palmarès

### Campionati norvegesi
- 2 medaglie (dati dalla stagione 1992-1993):
  -  1 argento (discesa libera nel 1994)
  -  1 bronzo (combinata nel 1993)[senza fonte]